# Карповка (Винницкая область)
Ка́рповка (укр. Карпівка) — село на Украине, находится в Могилёв-Подольском районе Винницкой области.
Население по переписи 2001 года составляет 878 человек. Почтовый индекс — 24045. Телефонный код — 4337.
Занимает площадь 2,8 км².

## Религия
В селе действует Свято-Димитриевский храм Могилёв-Подольского благочиния Могилёв-Подольской епархии Украинской православной церкви.

## Адрес местного совета
24045, Винницкая область, Могилёв-Подольский р-н, с. Карповка